# Stawki (Ostrowiec Świętokrzyski)
Osiedle Stawki – osiedle samorządowe Ostrowca Świętokrzyskiego położone w jego północno-wschodniej części.
Na osiedlu znajduje się Zespół Szkół Publicznych nr 2 im. Orląt Lwowskich (Publiczna Szkoła Podstawowa nr 14 i Publiczne Gimnazjum Nr 4).

## Zasięg terytorialny
Osiedle obejmuje swym zasięgiem: bloki mieszkalne i domy jednorodzinne położone na terenie Osiedla Stawki, ul. Bałtowską od nr 57 do nr 113 (numery nieparzyste) i od nr 98 do nr 178 (numery parzyste), ul. Hubalczyków, ul. 11 Listopada, ul. Sikorskiego od nr 7 do nr 17 (numery nieparzyste) i od nr 4 do nr 16 (numery parzyste), ul. Słoneczną od nr 1 do nr 15 (numery nieparzyste), ul. Stawki.